# Stylaster tenisonwoodsi
Stylaster tenisonwoodsi is een hydroïdpoliep uit de familie Stylasteridae. De poliep komt uit het geslacht Stylaster. Stylaster tenisonwoodsi werd in 1988 voor het eerst wetenschappelijk beschreven door Cairns. 